# 내림바장조
내림바장조(-長調)는 조성 중 하나로, 내림바(F♭) 음을 으뜸음으로 하는 장음계이다. 음계는 기본적으로  F♭, G♭, A♭, B, C♭, D♭, E♭로 되어있다. 조표에는 총 8개의 내림표가 있으며, 이는 1개의 겹내림표와 6개의 단일 내림표를 필요로 한다. 이 조성은 조표에 내림표가 총 7개 있는 내림다장조의 버금딸림조이다. 내림바장조의 이명동조로는 마장조가 있으며, 대체 표기도 가능하다. 다만, 일반적으로 표기가 간단한 이명동조인 마장조로 대체 사용한다. 이명동조인 마장조는 총 4개의 올림표만으로 구성되어 있으므로 일반적으로 보다 선호된다. 이명동조를 사용하지 않을 시에도 직접적인 조표 형태로는 매우 드물며, 다른 조표 사용 도중 필요한 임시표를 사용하여 쓰이는 것이 대부분이었다. 
이 조성, 내림바장조의 음계는 다음과 같다.
내림바장조 음계의 화음 종류는 다음과 같다.
- 으뜸화음 - F♭ 장화음
- 웃으뜸화음 - G♭ 단화음
- 가온화음 - A♭ 단화음
- 버금딸림화음 - B♭♭ 장화음
- 딸림화음 - C♭ 장화음
- 버금가온화음 - D♭ 단화음
- 이끎화음 - E♭ 감화음

## 이 조성의 음악
이 조성, 내림바장조는 조표에 내림표가 총 8개인 조성으로써 겹내림표 1개와 단일 내림표 6개를 필요로 한 반면, 이명동조인 마장조는 조표에 총 4개의 올림표만 있기 때문에 보통은 내림바장조보다 선호된다. 다만, 이명동조인 마장조를 쓰지 않더라도 여러 작품에서 간헐적인 형태로 등장하기도 한다. 직접적인 조표 형태가 아니면서 다른 조표 사용 도중 필요할때마다 적절한 임시표를 매번 사용하는 것으로라도 말이다. 
리하르트 슈트라우스의 '변신'의 일부는 내림바장조를 사용하는데, 한 평론가는 이 곡에서 마장조의 초기 표현을 "씁쓸한 화음 패러디"라고 불렀다.
베토벤은 피아노 소나타 31번, Op. 110에서 내림바장조를 사용했다. 첫 번째 악장의 설명에서 첫 번째 주제와 두 번째 주제 사이의 과도기적 통로는 내림가장조에서 시작하여 내림마장조의 지배적인 건반으로 변조되는 아르페지오 형상으로 구성된다. 요약에서, 이 재현의 조성은 두 번째 주제를 내림가장조로 되돌리기 위해 변경된다. 과도기적 악절은 이론적으로는 내림바장조이지만, 마장조로 표기되어 있는데, 아마도 베토벤이 이 건반을 읽기 쉽다고 판단했기 때문일 것이다 – 이 건반은 이 악절의 초기 등장 건반보다 장조 3분의 1 아래에 있다. 마찬가지로, 베토벤의 피아노 소나타 8번(Pathétique)의 2악장(내림가장조)에는 이론적으로는 내림바장조가 될 수 있는 6개의 소절이 포함되어 있지만 마장조로 표기되어 있다. 악장의 내림표 총 4개 조표를 유지하므로 그 악절에 임시표가 필요할 때마다 매번 쓰여있다.
내림바장조가 마장조로 대체 표기되는 또 다른 예는 하이든의 3중주 27번 내림가장조의 아다지오에서 찾을 수 있다. 브루크너 교향곡 4번의 피날레는 내림바장조 대신 마장조를 사용하지만, 코다는 내림바장조를 통해 토닉에 프리지아 종지를 사용하여 내림바장조를 직접 사용한다.
사무엘 바버(Samuel Barber)의 현을 위한 아다지오(Adagio for Strings)의 중간에 등장하는 클라이맥스는 내림바장조로 해결된다. 로버트 헤릭(Robert Herrick)의 시 "What Sweeter Music"을 존 루터(John Rutter)가 작곡한 마지막 곡은 내림바장조이다.
이명동조를 사용하지 않을 시에도 직접적인 조표 형태가 아닌 임시표의 형태가 대부분이었긴 하나 매우 극소수로 직접적인 조표 형태로 나타내기도 한다. 내림바장조가 직접적인 조표 형태로 사용된 예로는 빅토르 에발트의 관악 5중주 제4번 내림가장조(Op. 8)가 있는데, 3악장에서 사용되었다. 조표는 B, E♭, A♭, D♭, G♭, C♭, F♭로 표기했다. 악보 편집 프로그램 '피날레'도 기본 표기법이 이렇다.
한편, 제일 보편적인 음률 외의 음률에서는 F♭과 E가 서로 다른 음인 등 이명동음 관계가 완전히 다를 수 있으므로 내림바장조를 그대로 사용해야 할 수도 있다. 예를 들어, 제일 보편적인 음률과는 달리 19 평균율에서는 내림바장조 (내림표 8개)의 이명동조는 올림마장조 (올림표 11개)이며 마장조 (올림표 4개)가 아니다.

## 같이 보기
- 화음
- 조표 (음악)
- 조성 (음악)
- 장음계
- 마장조
- 조표 (음악) § 겹내림표와 겹올림표